# Adolf Erman
Gravura de Adolf Erman em Mein Werden und mein Wirken. Leipzig 1929
Vista da sepultura.
Johann Peter Adolf Erman (alemão: [ɛɐ̯ˈmãː]; Berlim, 31 de outubro de 1854 — Berlim, 26 de junho de 1937), na verdade Jean Pierre Adolphe Erman, foi um egiptólogo alemão e fundador da Escola de Egiptologia de Berlim. Foi diretor do Departamento Egípcio dos Museus Reais em Berlim de 1884 a 1914 e ocupou a cadeira de egiptologia na Universidade Friedrich Wilhelm em Berlim de 1892 a 1923. Erman iniciou e liderou o projeto do Dicionário da língua egípcia.

## Educação
Por parte de pai, Adolf Erman veio da família huguenote Erman, que se desenvolveu em uma dinastia de acadêmicos em Berlim. Era filho de Georg Adolf Erman, professor de física da Universidade de Berlim, e neto do físico Paul Erman e sua esposa Caroline, nascida Hitzig.
Sua mãe, Johanne Marie Bessel, era filha do astrônomo da Universidade de Königsberg, Friedrich Wilhelm Bessel e descendia da família Hagen de estudiosos por parte de mãe.
Após se formar no Französisches Gymnasium em Berlim, estudou egiptologia na Universidade de Leipzig com Georg Ebers. Como seus irmãos, tornou-se membro da fraternidade Germania de Leipzig. Transferiu-se para a Universidade Friedrich Wilhelm em Berlim e estudou com Richard Lepsius, com quem também concluiu seu doutorado em 1877 com uma tese sobre A Formação de Plurais em Egípcio. Em seguida, trabalhou como assistente de pesquisa na biblioteca e na coleção de moedas dos Museus Reais de Berlim. Ele se habilitou em 1880 com sua Nova Gramática Egípcia (Neuägyptische(n) Grammatik) e se casou com Käthe d'Heureuse em 11 de outubro de 1884.

## Carreira
Erman e sua escola em Berlim tiveram a difícil missão de recuperar a gramática da língua egípcia e passou trinta anos realizando um estudo especializado sobre ela. A maioria dos textos egípcios, após o Império Médio, foi escrita no que era até então praticamente uma língua morta, tão morta como era o latim para os monges medievais na Itália, que escreveram e falaram essa língua. Erman selecionou, para uma pesquisa especial, aqueles textos que realmente representavam o crescimento da linguagem em diferentes períodos, e, como passou de uma época para outra, comparou e consolidou seus resultados.
A Neuägyptische Grammatik (1880) lidou com textos escritos no dialeto vulgar do Império Novo (Dinastias XVIII a XX). Seguiu-se após, na Zeitschrift für ägyptische Sprache und Alterthumskunde, estudos sobre as inscrições do Império Antigo de Unas, e dos contratos do Império Médio de Assiute, bem como sobre um texto em copta antigo do século III. Neste ponto, um papiro de histórias escritas na linguagem popular do Império Médio forneceu a Erman o ponto de ligação entre o egípcio antigo e o egípcio tardio da Neuägyptische Grammatik, e deu as conexões que ligariam solidamente em conjunto toda a estrutura da gramática egípcia (ver Sprache des Papyrus Westcar, 1889). Os muitos |textos arcaicos das pirâmides permitiram-lhe esboçar a gramática da forma mais antiga conhecida dos egípcios (Zeitschrift d. Deutsch. Morgenl. Gesellschaft, 1892), e em 1894 conseguiu escrever um pequeno manual de egípcio para iniciantes (Ägyptische Grammatik, 4.ª ed., 1928), centrado na língua das inscrições padrões dos Impérios Médio e Novo, mas que acompanha o esquema principal, com referências a formas anteriores e posteriores.
Em sua dissertação, Erman se concentrou nas formas plurais do egípcio. Ele descobriu a relação da língua egípcia com as línguas semíticas no que diz respeito à gramática. Na história da língua egípcia, ele reconheceu a ruptura acentuada na transição para o estágio da língua neoegípcia. Para esse estágio e para o estágio anterior do egípcio médio clássico (ainda chamado de egípcio antigo por Erman), ele compilou gramáticas pela primeira vez.
Como diretor do museu, ele publicou sobre as coleções no Mitteilungen aus den Orientalischen Sammlungen, que começou a ser publicado em 1889. A partir de 1882, publicou o Zeitschrift für Ägyptische Sprache und Altertumskunde, juntamente com Heinrich Brugsch. A partir de 1888, foi membro da Academia de Ciências e Humanidades de Göttingen.
Sob a liderança de Erman, a Real Academia Prussiana de Ciências, a Academia de Ciências da Saxônia, a Academia de Ciências e Humanidades de Göttingen e a Academia de Ciências e Humanidades da Baviera solicitaram ao imperador alemão Guilherme II, em 1897, um projeto para um novo dicionário egípcio. Georg Steindorff assinou por Leipzig, Georg Ebers por Munique e Richard Pietschmann, aluno de Lepsius e Ebers, por Göttingen. Como as constantes escavações de templos e tumbas estavam desenterrando grandes quantidades de novos textos, Erman queria começar do zero, sem levar em conta o status dos dicionários de Heinrich Brugsch. O Wörterbuch der ägyptischen Sprache (Dicionário da Língua egípcia) foi publicado de 1926 a 1931 em cinco volumes e dois volumes suplementares. Ele ainda é uma coleção válida das palavras escritas em hieróglifos, de acordo com os monumentos de Karl Richard Lepsius. Os alunos de Erman, Hermann Grapow e Kurt Sethe, também participaram.
Como sucessor de seu falecido professor acadêmico Lepsius, Erman se tornou diretor do Departamento Egípcio dos Museus Reais (precursor do atual Museu Egípcio) em 1884, que dirigiu até 1914. Em 1885, tornou-se professor associado de egiptologia na Universidade de Berlim, onde ocupou a cadeira de 1892 a 1923.

### Alunos
Dentre os alunos de Erman estão: James Henry Breasted, o primeiro professor de egiptologia dos Estados Unidos com suas numerosas obras, incluindo a sua History of Egypt from the Earliest Times Down to the Persian Conquest (1905), e Georg Steindorff autor da pequena Koptische Grammatik (1894, edição de 1904), que melhorando em muito o trabalho padrão de Stern em relação à Fonologia e a relação das formas copta com a egípcia, e Kurt Sethe, com seu Das Agyptische Verbum (1899). Esta última é uma extensa monografia sobre o verbo em copta e egípcio por um brilhante e laborioso filólogo. Devido à notação muito imperfeita dos sons na escrita, o tema de grande importância das formas das raízes verbais foi talvez o ramo mais obscuro da gramática egípcia quando Sethe pela primeira vez preocupou-se com ele em 1895. O assunto foi revisto por Erman, Die Flexion des Aegyptischen Verbums no Sitzungsberichte da Academia de Berlim, 1900. A escola de Berlim, após ter resolvido as principais linhas da gramática, voltou sua atenção para a lexicografia. Ela desenvolveu um sistema, baseado naquele da Latin Thesaurus da Academia de Berlim, que classifica, quase que mecanicamente, o número total de ocorrências de cada palavra em qualquer texto examinado. Em 1897, Erman, trabalhando em conjunto com Sethe, Hermann Grapow e outros colegas de todo o mundo, começou a catalogar todas as palavras de todos os textos egípcios conhecidos disponíveis. O resultado foi um conjunto de cerca de 1 500 000 fichas que formam a base para a obra-prima da lexicografia egípcia antiga, o famoso Wörterbuch der ägyptischen Sprache, cujo primeiros cinco volumes foram publicados entre 1926 e 1931. A edição completa deste dicionário gigantesco compreende um total de doze volumes.

## Morte e legado
A língua egípcia está certamente relacionada com a semita. Mesmo antes da triliteralidade do egípcio antigo ser reconhecida, Erman mostrou que o chamado pseudo-particípio tinha sido realmente no significado e na forma um preciso análogo da forma verbal do perfeito semita, embora o seu emprego original fosse quase obsoleto no tempo dos primeiros textos conhecidos. O triliteralismo é considerado a característica mais essencial e mais peculiar do semita.
Erman esteve afastado da antiga religião egípcia. Desde a juventude, ele escrevia poemas e novelas curtos e inéditos. Em 1918, foi admitido na Ordem Pour le Mérite para as Ciências e as Artes. Em 1927, recebeu a Ordem Maximiliana da Baviera. Em 1932, foi eleito membro correspondente da Academia Britânica. Em 1934, ele foi excluído do corpo docente da universidade por ser, conforme a ideologia nazista, um “mestiço judeu” por sua avó Caroline Hitzig. Como sua família havia se convertido ao protestantismo em 1902, ele e sua família não foram perseguidos pelo Partido Nazista, mas todos perderam seus cargos.
Erman morreu em Berlim aos 82 anos e está enterrado no cemitério Waldfriedhof Dahlem. Seu túmulo é dedicado à cidade de Berlim como um túmulo de honra.

## Publicações
- Die Pluralbildung des Aegyptischen. Ein grammatischer Versuch. Engelmann, Leipzig 1878.
- Neuaegyptische Grammatik. Engelmann, Leipzig 1880.
- Deutsche Medailleure des 16. und 17. Jahrhunderts. In: Zeitschrift füer Numismatik. volume 12, caderno 1, 1885, ZDB-ID 501259-4, S. 14–102, (Também como offprint: Berlim, Weidmann 1884, urn:urn:nbn:de:0128-1-97324:{{{2}}}).
- Aegypten und aegyptisches Leben im Altertum. 2 volumes. Editora o Laupp’schen Buchhandlung, Tübingen 1885–1887, (Cópias digitalizadas: Volume 1. Volume 2; Esses volumes também foram traduzidos para o inglês).
- Die Sprache des Papyrus Westcar. Eine Vorarbeit zur Grammatik der älteren aegyptischen Sprache. In: Abhandlungen der königlichen Gesellschaft der Wissenschaften zu Göttingen. Abhandlungen der Historisch-Philologischen Classe. vol. 36, 1889/1890, contagem separada, (Cópias digitalizadas; Reimpresso em: Adolf Erman: Akademieschriften (1880–1928). Parte 1: 1880–1910 (= Opuscula. vol. 13, 1, ZDB-ID 536314-7). Zentralantiquariat der Deutschen Demokratischen Republik, Leipzig 1986, pp. 107–262.).
- como editor: Die Märchen des Papyrus Westcar. 2 partes. Spemann, Berlim 1890;
  - Volume 1: Einleitung und Commentar (= Mittheilungen aus den orientalischen Sammlungen. caderno 5, ZDB-ID 275422-8). 1890;
  - Volume 2: Glossar, Palaeographische Bemerkungen und Feststellung des Textes (= Mittheilungen aus den orientalischen Sammlungen. caderno 6). 1890.
- Ägyptische Grammatik mit Schrifttafel, Litteratur, Lesestücken und Wörterverzeichnis (= Porta linguarum Orientalium. Parte 15). Reuther & Reichard u. a., Berlim 1894, (várias edições).
- Zaubersprüche für Mutter und Kind aus dem Papyrus 3027 des Berliner Museums. In: Abhandlungen der Königlich Preussischen Akademie der Wissenschaften. Philosophische und historische Abhandlungen. 1901, contagem separada, (também como offprint: Editora da königlichen Akademie der Wissenschaften, Berlim 1884, Cópias digitalizadas).
- Aegyptisches Glossar, die häufigeren Wörter der aegyptischen Sprache. Reuther & Reichard, Berlim 1904. In: Porta linguarum orientalium; Sammlung von Lehrbüchern für das Studium der orientalischen Sprachen. Volume XX.
- Die ägyptische Religion. Reimer, Berlim  1905. In: Handbücher der königlichen Museen zu Berlin. (também traduzido para o inglês)
- Die Hieroglyphen. Durchgesehener Neudruck (= Sammlung Göschen. volume 608). Göschensche Verlagshandlung, Berlim / Leipzig 1917.
- com Hermann Grapow: Aegyptisches Handwörterbuch. Reuther & Reichard, Berlim 1921.
- Die Literatur der Ägypter. Gedichte Erzählungen und Lehrbücher aus dem 3. und 2. Jahrtausend v. Chr. Hinrichs, Leipzig 1923.
- como editor com Hermann Grapow: Wörterbuch der ägyptischen Sprache. 13 volumes. Hinrichs, Leipzig 1926–1963.
- Mein Werden und mein Wirken. Erinnerungen eines alten Berliner Gelehrten. Quelle & Meyer, Leipzig 1929, urn:urn:nbn:de:bvb:355-ubr24760-1:{{{2}}}.
- Die Religion der Ägypter. Ihr Werden und Vergehen in vier Jahrtausenden. De Gruyter, Berlim 1934.